# حارة دار الياجور (صنعاء همدان)
حارة دار الياجور هي إحدى حارات حي وسط ضلاع بضواحي صنعاء مديرية همدان، بلغ تعداد سكانها 635 نسمة حسب تعداد اليمن لعام 2004.